# São Tisso
São Tisso (em galego e em castelhano: Santiso) é um município da Espanha na província da Corunha, comunidade autónoma da Galiza. Tem 67,4 km² de área e em 2021 tinha 1 529 habitantes (densidade: 22,7 hab./km²).

## Demografia
| Variação demográfica do município entre 1991 e 2004[carece de fontes?] | Variação demográfica do município entre 1991 e 2004[carece de fontes?] | Variação demográfica do município entre 1991 e 2004[carece de fontes?] | Variação demográfica do município entre 1991 e 2004[carece de fontes?] |
| ---------------------------------------------------------------------- | ---------------------------------------------------------------------- | ---------------------------------------------------------------------- | ---------------------------------------------------------------------- |
| 1991                                                                   | 1996                                                                   | 2001                                                                   | 2004                                                                   |
| 2480                                                                   | 2324                                                                   | 2266                                                                   | 2212                                                                   |